# Чили на летних Олимпийских играх 2004
Чили принимала участие в Летних Олимпийских играх 2004 года в Афинах (Греция) в двадцатый раз за свою историю и завоевала две золотые и одну бронзовую медали. Сборную страны представляли 6 женщин.

## Медалисты
| Медаль | Спортсмен                       | Вид спорта | Дисциплина                |
| ------ | ------------------------------- | ---------- | ------------------------- |
| Золото | Николас Массу                   | Теннис     | Мужчины, одиночный разряд |
| Золото | Николас Массу Фернандо Гонсалес | Теннис     | Мужчины, парный разряд    |
| Бронза | Фернандо Гонсалес               | Теннис     | Мужчины, одиночный разряд |

## Результаты соревнований

### Академическая гребля
В следующий раунд из каждого заезда проходили несколько лучших экипажей (в зависимости от дисциплины). В финал A выходили 6 сильнейших экипажей, остальные разыгрывали места в утешительных финалах B-E.
Мужчины
| Соревнование | Спортсмены   | Предварительный заезд | Предварительный заезд | Предварительный заезд | Отборочный заезд | Отборочный заезд | Отборочный заезд | Полуфинал     | Полуфинал     | Полуфинал     | Финал   | Финал   | Итоговое место |
| Соревнование | Спортсмены   | Заезд                 | Время                 | Место                 | Заезд            | Время            | Место            | Заезд         | Время         | Место         | Время   | Место   | Итоговое место |
| ------------ | ------------ | --------------------- | --------------------- | --------------------- | ---------------- | ---------------- | ---------------- | ------------- | ------------- | ------------- | ------- | ------- | -------------- |
| одиночки     | Оскар Васкес | 2                     | 7:38,04               | 5                     | 2                | 7:06,51          | 3                | Полуфинал D/E | Полуфинал D/E | Полуфинал D/E | Финал D | Финал D | 23             |
| одиночки     | Оскар Васкес | 2                     | 7:38,04               | 5                     | 2                | 7:06,51          | 3                | 2             | 7:27,11       | 2             | 7:10,75 | 5       | 23             |

### Плавание
В следующий раунд на каждой дистанции проходили лучшие спортсмены по времени, независимо от места занятого в своём заплыве.
Мужчины
| Спортсмен          | Соревнование        | Предварительные заплывы | Предварительные заплывы | Полуфиналы | Полуфиналы | Финал     | Финал     |
| Спортсмен          | Соревнование        | Результат               | Место                   | Результат  | Место      | Результат | Место     |
| ------------------ | ------------------- | ----------------------- | ----------------------- | ---------- | ---------- | --------- | --------- |
| Джанкарло Дзолецци | 400 м вольный стиль | 3:56,52                 | 25                      |            |            | Не прошёл | Не прошёл |